# Bīstkonj
Bīstkonj (persiska: بیستکنج) är en ort i Iran.   Den ligger i provinsen Khorasan, i den östra delen av landet, 800 km öster om huvudstaden Teheran. Bīstkonj ligger 2 152 meter över havet och antalet invånare är 162.
Terrängen runt Bīstkonj är lite kuperad.Runt Bīstkonj är det glesbefolkat, med 12 invånare per kvadratkilometer. Närmaste större samhälle är Qūrjān, 8,2 km norr om Bīstkonj. Omgivningarna runt Bīstkonj är i huvudsak ett öppet busklandskap.